# Liste der Monuments historiques in Saint-Parres-lès-Vaudes
Die Liste der Monuments historiques in Saint-Parres-lès-Vaudes führt die Monuments historiques in der französischen Gemeinde Saint-Parres-lès-Vaudes auf.

## Liste der Objekte
| Bezeichnung                           | Beschreibung                                                    | Standort                       | Kennzeichnung | Schutzstatus | Datum | Bild |
| ------------------------------------- | --------------------------------------------------------------- | ------------------------------ | ------------- | ------------ | ----- | ---- |
| Skulptur Erzengel Michael             | Nussbaumholz, farbig gefasst, erste Hälfte des 16. Jahrhunderts | in der Kirche St-Parres (Lage) | PM10002071    | Classé       | 1908  |      |
| Emporenbrüstung                       | Eichenholz, 16. Jahrhundert                                     | in der Kirche St-Parres (Lage) | PM10002074    | Classé       | 1913  |      |
| Skulpturengruppe Unterweisung Mariens | Kalkstein, einfarbig gefasst, 16. Jahrhundert                   | in der Kirche St-Parres (Lage) | PM10002072    | Classé       | 1908  |      |
| Skulptur Heilige Katharina            | Kalkstein, farbig gefasst, 17. Jahrhundert                      | in der Kirche St-Parres (Lage) | PM10004223    | Inscrit      | 1978  |      |
| Kirchenfenster                        | aus dem 16. Jahrhundert                                         | in der Kirche St-Parres (Lage) | PM10002070    | Classé       | 1906  |      |
| Pietà                                 | Kalkstein, einfarbig gefasst, 16. Jahrhundert                   | in der Kirche St-Parres (Lage) | PM10002073    | Classé       | 1908  |      |
| Skulptur Madonna mit Kind             | Kalkstein, farbig gefasst, 15. Jahrhundert                      | in der Kirche St-Parres (Lage) | PM10002075    | Classé       | 1978  |      |